# 17883 Scobuchanan
17883 Scobuchanan este un asteroid din centura principală de asteroizi.

## Descriere
17883 Scobuchanan este un asteroid din centura principală de asteroizi. A fost descoperit pe 12 februarie 1999 la Socorro, New Mexico, în cadrul proiectului LINEAR. Asteroidul prezintă o orbită caracterizată de o semiaxă mare de 2,26 ua, o excentricitate de 0,11 și o înclinație de 3,4° în raport cu ecliptica.